# Kamila Berndorffová
Kamila Berndorffová (* 1957, Blatná) je současná česká reportážní a dokumentární fotografka. Stěžejními náměty její tvorby je Indie a žena v islámské společnosti.

## Životopis
Narodila se v Blatné do rodiny amatérského fotografa a historičky umění. Vystudovala strakonické gymnázium. Po maturitě se odstěhovala do Prahy, kde pracovala v Městské knihovně a studovala Pražskou fotografickou školu. Manželství a mateřství způsobily, že na řadu let opustila tvůrčí fotografii.
K fotografování se vrátila v roce 1998, kdy podnikla svou první cestu do Indie. Od té doby jezdí do této země na několik měsíců v roce. Vytváří zde rozsáhlý dokument o životě tamní společnosti a jejích postupných proměnách. Snaží se vyhýbat tradičním turistickým trasám a pracuje zejména v místech, která ještě nejsou zasažena mezinárodním turismem. V posledních letech kromě Indie dokumentuje také život žen v Sýrii nebo vytváří snímky na pomezí módy a inscenované tvorby, kde roli modelů hrají její dcery a neteře.
V roce 2007 získala v Czech Press Photu 3. místo za soubor Třídění odpadků v Indii, vloni obdržela cenu časopisu DIGIfoto za snímek z indického vlaku.
Na běžný život si vydělává zakázkovou fotografií a publikováním dokumentů z cest po světě. Od roku 2006 organizuje Blatenský fotofestival, který se koná každoročně na přelomu září a října. Občasným rádcem je její strýc, fotograf Josef Koudelka.